# Тардьё, Андре
Андре́ Пьер Габриэ́ль Амеде́ Тардьё (фр. André Pierre Gabriel Amédée Tardieu; 22 сентября 1876, Париж, — 15 сентября 1945, Ментона) — французский политический деятель, дипломат, журналист. Глава правительства Франции в 1929—1930 и 1932 годах.
Участник Первой мировой войны[уточнить]. Помощник Жоржа Клемансо на Парижской конференции 1919 года. Глава ряда министерств, в том числе был министром освобождённых регионов (Эльзаса и Лотарингии).

## Биография
А. Тардьё родился в 1876 году в обеспеченной буржуазной семье. Окончив лицей Кондорсе, поступил в 1895 году в «Эколь нормаль», после чего находился на дипломатической службе. В 1899—1902 годах работал секретарём кабинета Вальдек-Руссо. В 1901 году начал сотрудничать с газетой «Фигаро», где писал под псевдонимом Жорж Вилье, а с августа 1903 году в газете «Тан» (Le Temps). При этом Тардьё совмещал должность государственного служащего и журналиста оставаясь инспектором административных служб Министерства внутренних дел в 1902—1913 годах, которую покинул в звании почётного генерального инспектора.
В газете он вёл в 1905—1914 годах рубрику «Зарубежный бюллетень» (Вulletin de l’étranger), которая отражала официальный внешнеполитический курс страны.
А. А. Игнатьев русский и советский военный деятель и дипломат, который в то время был представителем русской армии при французской главной квартире, писал в своей книге «Пятьдесят лет в строю» о нём:
Тардье сделал свою блестящую карьеру журналиста на передовицах газеты "Тан" в течение тех двух лет, которые отделяли мир от первой империалистической войны. Почти каждый раз, как я выходил из кабинета Извольского, я встречался на маленькой внутренней лестничке, существующей и поныне, с Тардье. Это был тогда дышащий здоровьем, несколько тучный, холёный, безупречно выбритый человек лет тридцати пяти — сорока.
Во время Альхесирасской международной конференции в 1906 году, призванной разрешить Танжерский кризис, Тардьё с рвением отстаивал позиции Франции, в связи с чем рейхсканцлер Германии Бюлов даже сказал: «В Европе пять великих держав; шестая — месье Тардьё». В 1914 году журналист покинул газету и продолжил политическую карьеру.
За время своего премьерства провёл ряд социальных законов: общественные работы, социальное страхование, бесплатное среднее образование. Поощрял введение новых технологий в промышленность. Критиковал французскую парламентскую систему.
Трижды занимал должность премьер-министра Франции:
- с 3 ноября 1929 по 17 февраля 1930 года (см. Первое правительство Тардьё)
- с 2 марта 1930 по 4 декабря 1930 года (см. Второе правительство Тардьё)
- с 20 февраля 1932 по 3 июня 1932 года (см. Третье правительство Тардьё)

После убийства президента республики Поля Думера и до избрания президентом Альбера Лебрена исполнял обязанности президента Франции (с 7 мая по 10 мая 1932 года).
Ближе к середине 1930-х годов, особенно после победы Национального фронта, занимает всё более консервативные позиции. Резко выступил против Мюнхенских соглашений, однако в их оценке разошёлся с большинством в своей партии. В 1939 году перенёс паралич и оставался прикованным к постели до конца жизни.